# Laan van Nieuw Oost-Indië

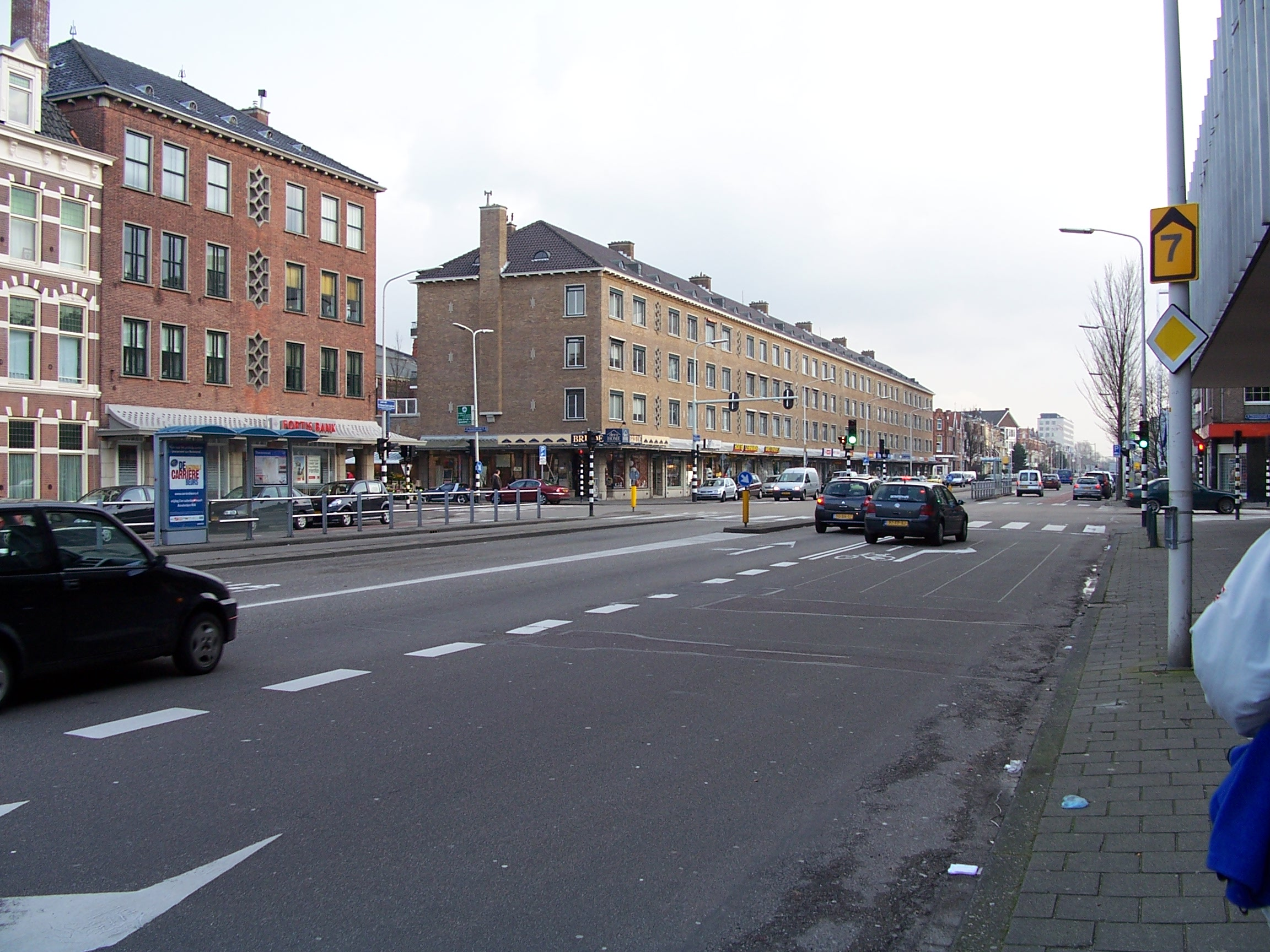
De Laan van Nieuw Oost-Indië ter hoogte van de Theresiastraat

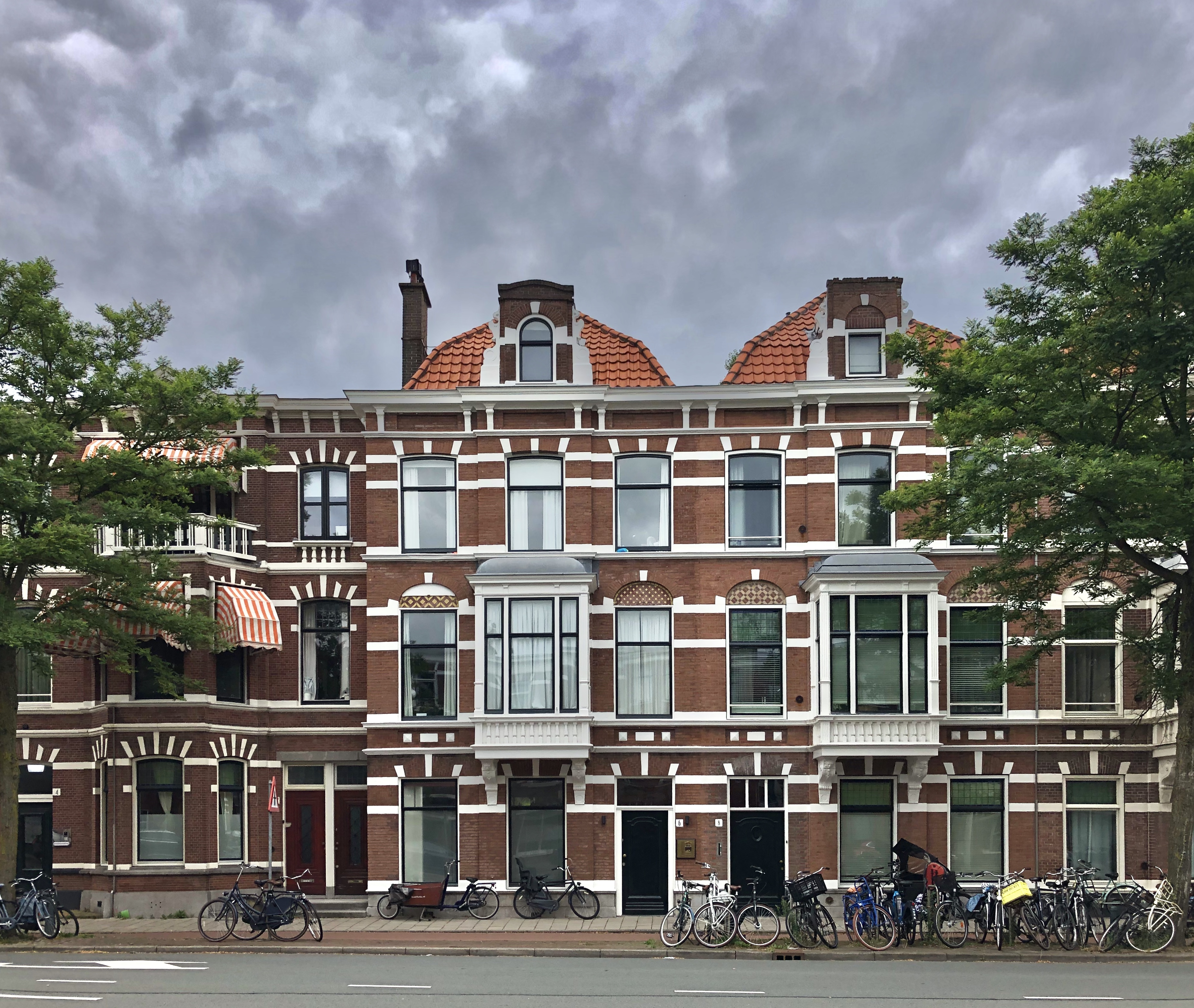
Klassieke panden

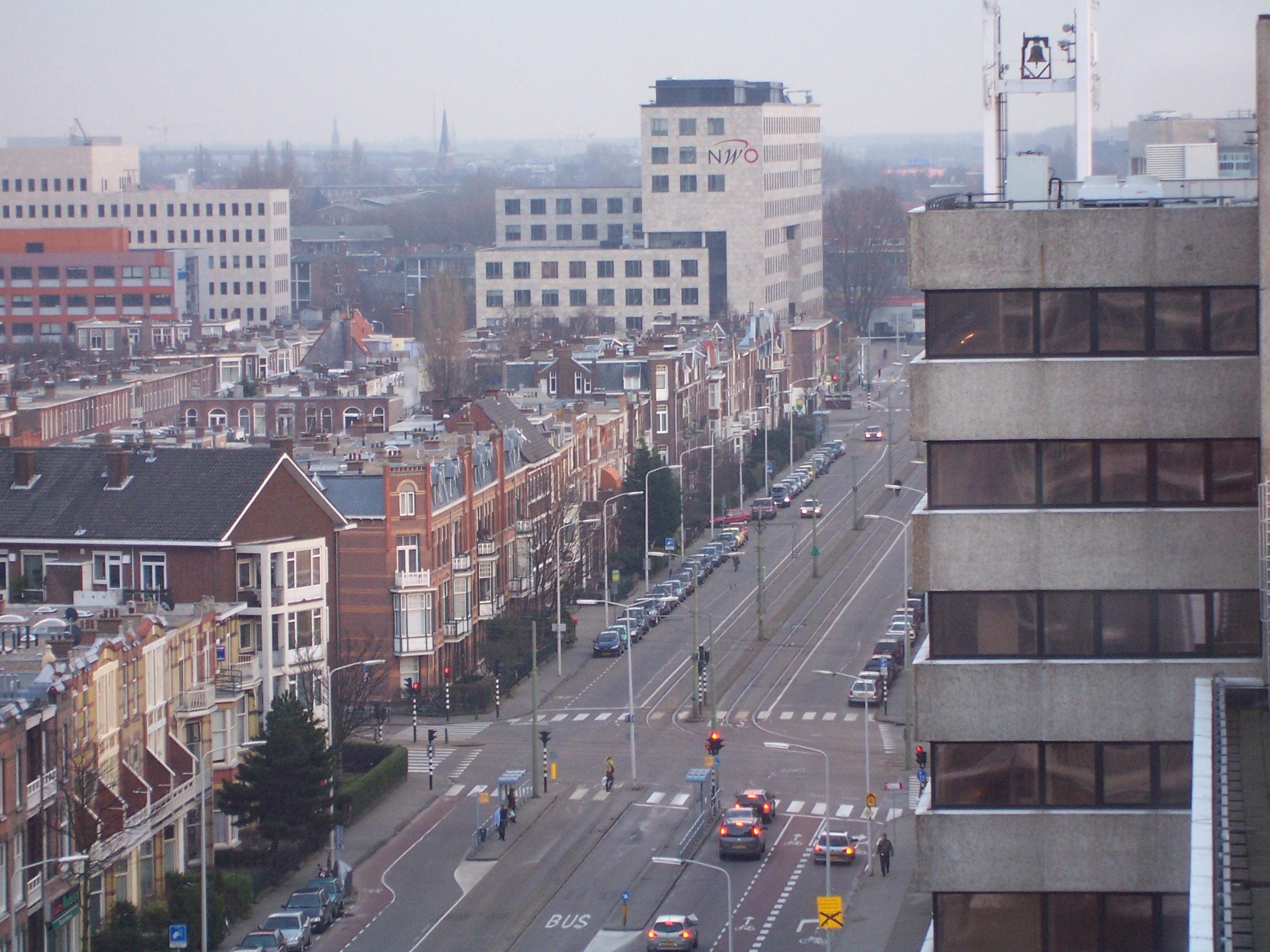
Uiteenlopende bebouwing aan de Laan van Nieuw Oost-Indië

De Laan van Nieuw Oost-Indië, vaak afgekort als Laan van NOI, is een hoofdstraat in de Haagse wijk Bezuidenhout, die zich uitstrekt van de Van Alkemadelaan en het Willem Witsenplein (vernoemd naar een schilder van de Haagse School) tot in Voorburg. In Voorburg loopt de laan nog ca. 100 m door en gaat dan verder als Koningin Julianalaan op een T-kruising waar aan de rechterzijde de Laan van Nieuw Oosteinde afsplitst. Volgens de Voorburgse historicus C.H. Voorhoeve is de Laan van Nieuw Oosteinde genoemd naar het Voorburgse "Huis Nieuw Oosteinde" dat vlak bij het huidige station Laan van NOI stond. Dit station stond in de 19e eeuw bekend als "Nieuw Oosteinde".
Het niveauverschil is opvallend. Het hoogste punt ligt bij de kruising met de Leidsestraatweg; het laagste punt ligt bij de Schenk en het spoorviaduct.
De Laan van Nieuw Oost-Indië is in 1894 genoemd naar een voormalige herberg genaamd Nieuw Oost-Inje. Hiermee werd de naam die al geruime tijd in gebruik was, officieel gemaakt. De historie van deze herberg is nog onbekend. Deze herberg heeft zeer waarschijnlijk de naam ontleend aan het voormalige Nederlands-Indië. Tot in de 18e eeuw sprak men van de Wervelaan, omdat die naar het Huis De Werve in Voorburg voerde.

## Geschiedenis
De laan bestond al in de 17e eeuw. Franciscus van Halewijn liet als eigenaar van De Werve in 1658 de Wervelaan, van zijn huis naar het Haagse Bos, begaanbaar maken. In ruil daarvoor kreeg hij van de Staten van Holland en Westfriesland het recht tol te heffen voor het gebruik van de weg. Tot 17 augustus 1928 werd ter hoogte van een bruggetje over de Schenk tol geheven.
Het landelijke karakter van de weg bleef lang behouden, maar rond 1894 was de stadsuitbreiding in de wijk Bezuidenhout opgerukt tot aan de laan, die toen al een middenpad met bomen had. Vanaf dat moment werd ook de Laan van Nieuw Oost-Indië bebouwd met herenhuizen, beginnend bij de Bezuidenhoutseweg en geleidelijk uitbreidend in de richting van Voorburg. Om de laan te laten aansluiten op de nieuwe rijksweg Den Haag-Utrecht offerde het gemeentebestuur in 1938 het middenpad met bomen aan het verkeer. Met de verbreding tot 20 meter van het deel van de laan dat door het Haagse Bos loopt, kreeg toen ook het verkeer van en naar Scheveningen ruim baan. De laan kenmerkt zich door diverse vormen van bedrijvigheid. Vanuit Voorburg gerekend vinden we er het oude restaurant Het Spinnewiel en vervolgens veel grote herenhuizen. Voorbij de Bezuidenhoutseweg voert de laan door het aloude Haagse Bos. In 2006 is bij een herinrichtingsproject op het gedeelte van de laan gelegen tussen de Bezuidenhoutseweg en het Willem Witsenplein een groene middenberm gecreëerd.

## Openbaar vervoer
In 1881 bereikt de eerste paardentram de laan, via de Bezuidenhoutse weg. In 1906 wordt dit de elektrische lijn 3. In 1931 wordt lijn 3 teruggetrokken tot het Staatsspoor. Lijn 13 (4e) neemt de route over en rijd tot 1952. In 1966 keert lijn 3 terug. In 1976 wordt de helft van het tramtraject op de laan tramloos wegens ingebruikname van de nieuwe route via de hoge baan over het Centraal Station. De rails blijft tot in 1997 liggen. In 1915 komt lijn 7 er bij. Die blijft tot de opheffing in 1966. In 1926 kwam lijn 6 er bij, en die bleef tot de verlegging via de hoge baan in 1976. Tussen 1959 en 1966 rijd lijn 17 (3e) ook op de Laan van Nieuw Oost Indië. In 2001 wordt lijn 3 wederom ingekort;
De HTM laat sindsdien tramlijn 2 - die het traject van Leidschendam Leidschenhage tot Kraayenstein vice versa behelst - rijden die vanuit Voorburg over de Laan tot de kruising met de Juliana van Stolberglaan rijdt waarna de tramlijn via een viaduct naar Den Haag Centraal Station rijdt.
Ook loopt er een buslijn 23 over de gehele Laan van Nieuw Oost-Indië. Buslijn 23 vervoert passagiers van Kijkduin via de stations Rijswijk, Voorburg en Laan van NOI naar Scheveningen vice versa. Voor 1955 reden buslijn L en N over de laan. Toen werden er lijnnummers ingevoerd. Een deel tussen de Schenkkade en Benoordenhoutseweg is ook jarenlang bereden door spitslijn 28 en 29. Het kleine stukje tussen Schenkkade en Voorburg werd tussen 1966 en 1974 ook bereden door HTM-bus 25. In 1974 nam de NZH dat over, en tot in 1992 werd het druk bereden door diverse NZH-buslijnen, vooral 44, 47 en 48. De Schenkkade bestond toen nog maar aan één kant van het water; de Haagse kant. Daar was tweerichtingverkeer.
Er is een treinstation genoemd naar deze laan. De spoorlijn en het Station Den Haag Laan van NOI liggen dwars op de Laan van Nieuw Oost-Indië, bij de grens tussen Den Haag en Voorburg. Het station ligt aan de Haagse kant van die gemeentegrens. Op dit station stoppen onder andere de lijnen van RandstadRail, Intercity's en een aantal lokale treinen.

## Foto

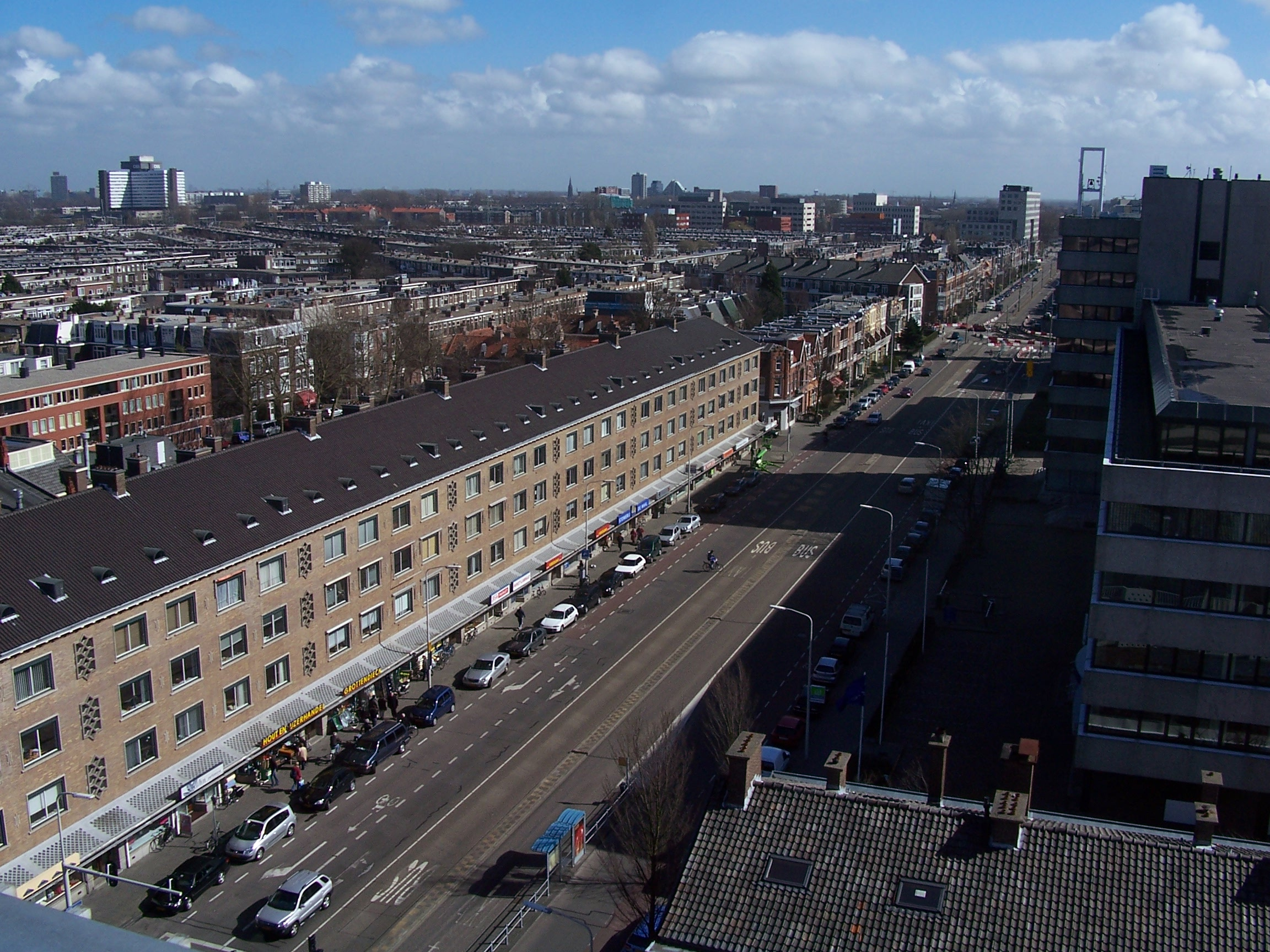
Deel van de Laan van Nieuw Oost-Indië tussen de Juliana van Stolberglaan en de Theresiastraat

Deze foto laat het gedeelte van de Laan van Nieuw Oost-Indië zien gelegen tussen de Juliana van Stolberglaan en de Theresiastraat. In dit gedeelte zijn de gevolgen te zien van het bombardement op het Bezuidenhout op 3 maart 1945.
Als gevolg van het bombardement zijn veel gebouwen verwoest, vandaar rechts op de foto een naoorlogs kantoorpand. Daarin is in 2006 een gedeelte van de Gemeentelijke Belastingdienst van Den Haag gevestigd, naast assurantie-makelaar Meeùs en een deel van een ministerie. Rechtsboven, uitstekend boven de horizon, staat de witte, vierkante klokkentoren van de Christus Triumfatorkerk, op de hoek van de Laan van Nieuw Oost-Indië en de Juliana van Stolberglaan. Aan de linkerkant van de foto liggen naoorlogse appartementencomplexen met een winkelgalerij.